# Magnesio-Lucchesiit
Das Mineral Magnesio-Lucchesiit ist ein sehr seltenes Ringsilikat aus der Turmalingruppe mit der idealisierten chemischen Zusammensetzung CaMg3Al6(Si6O18)(BO3)3(OH)3O.
Magnesio-Lucchesiit kristallisiert mit trigonaler Symmetrie und bildet schwarze, unregelmäßige Körner oder prismatische Kristalle von wenigen Millimetern Größe. Anhand äußerer Kennzeichen ist Magnesio-Lucchesiit nicht von anderen schwarzen Turmalinen zu unterscheiden. Im Dünnschliff zeigt dieser Turmalin einen starken Pleochroismus von grünlich-blau oder dunkelbraun nach gelblich-braun bis farblos. Wie alle Minerale der Turmalingruppe ist Magnesio-Lucchesiit pyroelektrisch und piezoelektrisch.
Gebildet wird Magnesio-Lucchesiit meist bei der Kontaktmetamorphose basischer bis ultrabasischer, calcium- und magnesiumreicher Gesteine, z. B. durch die Reaktion von Aktinolith, Magnesio-Hornblende oder Mineralen der Serpentingruppe mit borreichen Lösungen. Typlokalität ist der Randbereich eines Lamprophyr-Gangs in der Nähe des O’Grady Batholith in den Nordwest-Territorien, Kanada.

## Etymologie und Geschichte
Die erste vollständige Charakterisierung eines natürlichen Oxy-Uvit-Oxy-Dravit-Mischkristalls aus Ostafrika publizierte eine Arbeitsgruppe um Frank C. Hawthorne von der University of Manitoba 1995. In der 1999 zusammen mit Darrell James Henry vorgestellten Klassifikation der Minerale der Turmalingruppe führt Hawthorne den Oxy-Dravit und den Oxy-Uvit als hypothetische Endglieder auf. Als solche werden sie auch in der 2009 veröffentlichten IMA-Klassifikation nach Strunz geführt.
Die ersten Synthesen von Oxy-Uvit gelangen Gabriela von Görne im Jahr 2000 an der Technischen Universität Berlin. 16 Jahre später publizierten E. J. Berrymann und Mitarbeiter vom GeoForschungsZentrum in Potsdam Kristallstrukturuntersuchungen synthetischer Turmaline mit unterschiedlichen Kationen auf der X-Position.
Ferdinando Bosi beschrieb 2017 mit Mitarbeitern aus Schweden, Italien und Tschechien einen Oxy-Feruvit aus Indien und benannte das neue Mineral der Turmalingruppe Lucchesiit nach seinem im Jahr 2010 verstorbenen Kollegen Sergio Lucchesi. Zwei Jahre später beschrieb Emily D. Scribner von der Clemson University in South Carolina mit Mitarbeitern aus Kanada, Italien, Tschechien und Schweden das Magnesium-Analog von Lucchesiit. Sie benannten diesen neuen Turmalin nach seiner Zusammensetzung Magnesio-Lucchesiit.

## Klassifikation
In der strukturellen Klassifikation der International Mineralogical Association (IMA) gehört Magnesio-Lucchesiit zusammen mit Lucchesiit zur Untergruppe 3 der Calciumgruppe in der Turmalinobergruppe.
Die 8. Auflage der Mineralsystematik nach Strunz kennt den Magnesio-Lucchesiit noch nicht.
Auch im Lapis-Mineralienverzeichnis nach Stefan Weiß, das sich im Aufbau noch nach dieser alten Form der Systematik von Karl Hugo Strunz richtet, wird der Magnesio-Lucchesiit noch nicht aufgeführt (Stand 2018).
Die von der IMA zuletzt 2009 aktualisierte 9. Auflage der Strunz’schen Mineralsystematik führt den Magnesio-Lucchesiit noch als das hypothetische Endglied Oxy-Uvit in der Klasse der „Silikate und Germanate“ und dort in der Abteilung der „Ringsilikate“ auf. Diese ist weiter unterteilt nach der Größe, Verknüpfung und Verzweigung der Silikatringe, so dass das Mineral entsprechend seinem Aufbau in der Unterabteilung „[Si6O18]12−-Sechser-Einfachringe mit inselartigen, komplexen Anionen“ zu finden ist, wo es zusammen mit Ferri-Feruvit, Ferri-Uvit, Fluor-Chromdravit, Fluor-Schörl, Fluor-Dravit, Fluor-Elbait, Fluor-Foitit, Fluor-Mg-Foitit, Fluor-Olenit, Fluor-Rossmanit, Hydroxy-Buergerit (heute Buergerit), Hydroxy-Feruvit (heute Feruvit), Hydroxy-Liddicoatit (heute Liddicoatit), Hydroxy-Uvit (heute Uvit), Oxy-Chromdravit (heute Oxy-Chrom-Dravit), Oxy-Dravit, Oxy-Elbait (heute Darrellhenryit), Oxy-Ferri-Foitit, Oxy-Feruvit (heute Lucchesiit), Oxy-Foitit, Oxy-Liddicoatit, Oxy-Mg-Ferri-Foitit, Oxy-Mg-Foitit, Oxy-Rossmanit und Oxy-Schörl zu den hypothetischen Endgliedern der „Turmalingruppe“ mit der System-Nr. 9.CK.05 gezählt wird.
Auch die von der Mineraldatenbank „Mindat.org“ weitergeführte Strunz-Klassifikation (hier: Strunz-mindat) ordnet den Magnesio-Lucchesiit in die Unterabteilung „[Si6O18]12−-Sechser-Einfachringe mit inselartigen, komplexen Anionen“ (hier: [Si6O18]12−-6-membered single rings, with insular complex anions) mit der System-Nr. 9.CK.05.
Die vorwiegend im englischen Sprachraum gebräuchliche Systematik der Minerale nach Dana kennt den Magnesio-Lucchesiit ebenfalls nicht.

## Chemismus
Magnesio-Lucchesiit ist das Mg2+-Analog von Lucchesiit bzw. das Oxy-Analog von Uvit und Fluor-Uvit und hat die idealisierte Zusammensetzung [X]Ca[Y]Mg2+3[Z]Al6([T]Si6O18)(BO3)3[V](OH)3[W]O, wobei [X], [Y], [Z], [T], [V] und [W] die Positionen in der Turmalinstruktur sind.
Für die Kristalle aus der Typlokalität und von der Insel Elba wurden folgende empirischen Zusammensetzungen bestimmt:
- O’Grady Batholith: [X](Ca0,6Na0,39K0,01)[Y](Mg2+2,02Fe2+0,62Fe3+0,09Ti4+0,25V3+0,01Cr3+0,01)[Z](Al5,31Fe3+0,69)[[T](Si5,98Al0,02)6O18](BO3)3[V][(OH)2,59O0,41][W](O0,78F0,22)
- San Piero in Campo: [X](Ca0,88Na0,12)[Y](Mg2+1,45Fe2+0,40Fe3+0,36Al0,79)[Z]Al6[[T](Si5,05Al0,95)O18](BO3)3[V][(OH)2,90O0,10][W](O0,98F0,02)

Angegeben ist jeweils die geordnete Verteilung von Kationen und Anionen, wie sie für eine Klassifikation benötigt wird.
Magnesio-Lucchesiit bildet Mischungsreihen mit einem hypothetischen Magnesio-Adachiit, Uvit, Fluor-Uvit, Lucchesiit und dem hypothetischen Oxy-Magnesio-Foitit entsprechend der Austauschreaktionen:
- [Y]Mg2+ = [Y]Fe2+ (Lucchesiit)[4]
- [Z]Al3+ + [W]O2− = [Z]Mg2+ + [W]F− (Fluor-Uvit)[4]
- [Z]Al3+ + [W]O2− = [Z]Mg2+ + [W](OH)− (Uvit)[7]
- [T]Si4+ + [W]O2− = [T]Al3+ + [W](OH)− (Magnesio-Adachiit)[4]
- [X]Ca2+ + 2[Y]Mg2+ = [X]□ + 2[Y]Al3+ (Oxy-Magnesio-Foitit)[6]

## Kristallstruktur
Magnesio-Lucchesiit kristallisiert mit trigonaler Symmetrie in der Raumgruppe R3m (Raumgruppen-Nr. 160) mit 3 Formeleinheiten pro Elementarzelle. Die Gitterparameter des Magnesio-Lucchesiit aus der Typlokalität sind a = 15,9910(3) Å, c = 7,2224(2) Å.
Die Struktur ist die von Turmalin. Calcium (Ca2+) wird auf der von 9 Sauerstoffen umgebenen [X]-Position eingebaut und Silicium (Si4+) besetzt die tetraedrisch von 4 Sauerstoffionen umgebene T-Position. Magnesium (Mg2+) und Aluminium (Al3+) verteilen sich relativ gleichmäßig auf die oktaedrisch koordinierten [Y]- und [Z]-Positionen. Die Anionenposition [V] ist mit (OH)-Gruppen belegt, die [W]-Position enthält O2−.

## Bildung und Fundorte
Gebildet wird Magnesio-Lucchesiit bei der hydrothermalen Überprägung von magnesiumreichen Gesteinen durch borreiche Lösungen. Bislang (2021) sind zwei verschiedene Typen des Auftretens beschrieben worden.

### Kontaktmetamorphe Metabasite
Hier bildet sich Magnesio-Lucchesiit bei der Reaktion von magnesiumreichen Silikaten mit borreichen Lösungen.
In der Typlokalität, dem Randbereich eines Lamprophyr-Gangs in der Nähe des O’Grady Batholith in den Nordwest-Territorien, Kanada, tritt Magnesio-Lucchesiit in schmalen Zonen am Rand von größeren Turmalinkristallen auf. Begleitminerale sind hier die Minerale des Lamprophyrs Aktinolith und Magnesio-Hornblende, bei deren Abbau er sich gebildet hat, Plagioklas, Kalifeldspat, Quarz, Titanit, Diopsid, Apatit, Allanit-(Ce) und Zirkon sowie sekundärer Klinochlor. Neben dem seltenen Magnesio-Lucchesiit enthalten die Turmalinaggregate noch Dravit, Uvit, Fluor-Uvit und Feruvit.
Im zweiten Vorkommen unmittelbar südlich von San Piero in Campo auf der Insel Elba in Italien tritt Magnesio-Lucchesiit in feinen hydrothermalen Gängen und Rissen im Meta-Serpentinit der Kontaktaureole der Monte Capanne Monzonitintrusion auf. Begleitminerale sind hier neben anderen calciumreichen Turmalinen (Uvit) Chlorit, Hellglimmer, Titanit und teilweise oxidierter Pyrit.

### Calcit-Dolomit-Marmore
In den Marmoren bei Černá in Südböhmen, Tschechien, tritt Magnesio-Lucchesiit zusammen mit Dravit, Fluor-Uvit, Calcit, Dolomit, Kalifeldspat, Plagioklas, Epidot und Apatit auf. Er bildete sich bei der Regionalmetamorphose von Kalksilikatgesteinen mit evaporitischen Anteilen.